# Ameisenwespen
Ameisenwespen (Mutillidae) zählen zur Insektenordnung der Hautflügler (Hymenoptera). Innerhalb dieser stehen sie in der Überfamilie Vespoidea, den Faltenwespenartigen, in der Unterordnung der Taillenwespen (Apocrita). Weltweit wurden für diese Familie 6000 Arten beschrieben.
Der Begriff Mutillen für Vertreter dieser Familie existiert seit Mitte des 18. Jahrhunderts. Heute übliche Trivialnamen sind auch Spinnenameisen oder Bienenameisen. Allerdings sollte der letztgenannte Begriff nur für die beiden einheimischen Vertreter der Gattung Mutilla und deren enge Verwandte verwendet werden. Um klarzustellen, dass es sich bei den Tieren nicht um Ameisen handelt, wurde auch die Bezeichnung Bienenwespen für einige oder auch alle Arten der Ameisenwespen vorgeschlagen. Als spider wasps („Spinnenwespen“) werden dagegen im Englischen die Wegwespen (Pompilidae) bezeichnet.
Die Tiere sind „Wespen“ im weiteren Sinne, haben jedoch nichts mit Ameisen und erst recht nichts mit Spinnen zu tun. Wenige Arten parasitieren allerdings Bienen oder sind in den Nestern von Ameisen anzutreffen, parasitieren dort aber nur bestimmte Ameisengäste. Die Trivialnamen scheinen sich also auf das Aussehen zu beziehen, eventuell auch auf den schmerzhaften Stich der flügellosen Weibchen.

## Frühe Beschreibungen
Die vermutlich erste schriftliche Erwähnung einer Ameisenwespe findet sich im Epos Theriaka des Nikandros aus Kolophon (ca. 150 v. Chr.). Nach einer Übersetzung von Otto Taschenberg steht dort:
„Wohlan nun das Myrmecion, das einer Ameise gleicht, am Halse rot, der übrige Körper ist dunkel gefärbt, überall auf dem breiten Rücken durch Tüpfel wie mit glänzenden, funkelnden Punkten besetzt; der schwarze Kopf erhebt sich wenig über den Hals. Es verursacht die gleichen Schmerzen wie das vorher genannte Geziefer.“
Linnaeus teilte 1758 alle flügellosen Stechimmen (Aculeata) in die Gattungen Formica (Ameisen) und Mutilla (von lateinisch „mútilus“: verstümmelt, gestutzt). Offenbar war ihm damals noch nicht bekannt, dass die Männchen der Ameisenwespen fast ausnahmslos geflügelt sind. Seine erste Beschreibung zur Gattung Mutilla begann mit: „Alae nullae in omni sexu.“ (ohne Flügel in allen Geschlechtern). Eine Korrektur erfolgte erst 1767 ohne weitere Festlegung: „Alae nullae in plerique ...“ (meist ohne Flügel). Die ersten erstaunlich guten Beobachtungen zur Biologie der Bienenameisen lieferte Johann Ludwig Christ 1791. Er beobachtete die Art Mutilla europaea in künstlichen Hummelnestern und vermutete eine „brüderliche Einigkeit“ zwischen den Individuen beider Arten. Diese Vorstellung muss heute jedoch korrigiert werden. Als Latreille 1802 Familien in die Systematik einführte, fasste er unter „Mutillidae“ alle Mutillen (Ameisenwespen) und die damals noch artenarmen Scolien Dolchwespen zusammen.

## Weitere Trivialnamen
Einige der weiteren deutschen Trivialnamen für die Ameisenwespen sind wahrscheinlich durch Imker eingeführt worden, da Vertreter der Gattung Mutilla bis etwa 1935 als Schädlinge der Honigbiene bekannt waren (Näheres dazu siehe Bienenameisen). Viele dieser Namen sind allerdings heute nicht mehr oder kaum noch in Gebrauch: Kahlwespen, Singameisen, Kreuzameisen, Trugameisen, Bienenwölfe (dieser Begriff bezeichnet heute ausschließlich Grabwespen der Gattung Philanthus), Ameisenspinnen, Schmarotzerameisen oder Samtameisen. Der letzte Begriff ist eine Übersetzung des gebräuchlichsten und sehr zutreffenden englischen Trivialnamens „velvet ant“. Im Ungarischen finden sich häufig Bezeichnungen aus Zusammensetzungen der Begriffe Wespe (darazsak), Ameise (hangyák) und Spinne (pók): pókhangyák, hangyapókok, pókdaraszak und hangyadarazsak. Die Wortherkunft des russischen Namens „немка“ (die Deutsche) ist dagegen weitgehend unklar. Vollkommen im Sinne von Linnaeus sind die englischen, französischen und spanischen Trivialnamen mutillid wasps, mutilles und mutilídos.
Außerhalb Europas finden sich weitere interessante volkstümliche Bezeichnungen für Vertreter der Ameisenwespen, die sich meist auf den äußerst schmerzhaften Stich der Weibchen beziehen. Dabei ist allerdings die texanische Bezeichnung „cow-killer“ für die Art Dasymutilla occidentalis maßlos übertrieben. Gleiches gilt auch für „mule-killer“. Für das Peru des 19. Jahrhunderts wird Johann Jakob von Tschudi mit dem Quechua-Namen „sisi huakan ñahui“ zitiert. In Brasilien finden sich viele Trivialnamen, die sich ebenfalls auf den schmerzhaften Stich beziehen, aber auch auf die auffällige Färbung oder die Lauterzeugung Stridulation. Einen Hinweis auf das extrem harte Außenskelett (Exoskelett) gibt der portugiesische Name „Formiga-Ferro“ (Eisenameise). Das scheinbar orientierungslose Herumlaufen bei der Wirtssuche führte sicher zu der Bezeichnung „Formiga-Cega“ (Blinde Ameise). Der besonders in Brasilien ausgeprägte Glaube an besondere Kräfte, die den Tieren zugeschrieben werden, kommt in „Formiga-Feiticeira“ (Zauberameise) zum Ausdruck.

## Der Körperbau der Ameisenwespen
Die Weibchen der Familie sind durchweg ungeflügelt. Sie lassen sich von fast allen anderen flügellosen Taillenwespen dadurch unterscheiden, dass sie meist längliche Gruben seitlich am Gaster besitzen, die mit feinen flachen Borsten ausgestattet sind (so genannte „felt lines“). Diese sind der Ausgang exokriner Drüsen bisher unbekannter Funktion. Sie finden sich außerdem noch bei einigen Arten der Familie Bradynobaenidae. Unter den Ameisenwespen haben lediglich die Arten der Unterfamilien Myrmosinae, Ticopline und Rhopalomutillinae keine „felt lines“. Die vier Segmente des Mesosomas der weiblichen Ameisenwespen sind ohne jede Naht zu einer festen Box zusammengewachsen, die außerdem ein sehr hartes Exoskelett hat.
Auch die Männchen besitzen oft „felt lines“.

## Außergewöhnliche Anpassungen

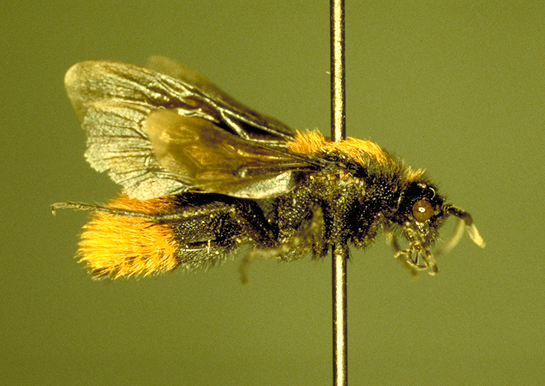
Männliche Dasymutilla gloriosa

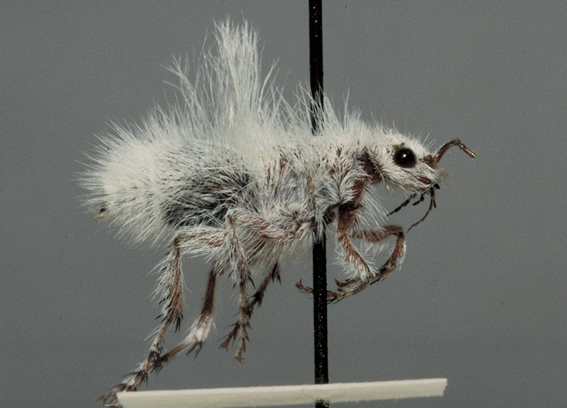
Weibliche Dasymutilla gloriosa

Einige wenige Arten der Ameisenwespen sind im Verhältnis zu ihrer Verwandtschaft ungewöhnlich gefärbt oder geformt. Sie ahmen entweder andere Hautflügler nach, die im entsprechenden Lebensraum noch wehrhafter sind, oder sie tarnen sich.
Das Weibchen der im Südwesten der Vereinigten Staaten vorkommenden Dasymutilla gloriosa (thistle-down velvet ant) ahmt den Samen des Kreosotbusch (Larrea tridentata) nach, besonders wenn sie sich bei Gefahr zusammenrollt. Dazu sind ihre Borsten vollkommen weiß gefärbt und in der Mitte auffallend lang. Bei entsprechender Windstärke wird das Tier ebenso wie sein Vorbild durch die Wüste gerollt. Auf diese Art und Weise kann sich das ungeflügelte Weibchen energiesparend über große Entfernungen verbreiten.
Die mittelamerikanische Pappognatha myrmiciformis (Cameron) ahmt Rossameisen (Camponotus) erfolgreich nach. Die im südlichen Afrika beheimatete Stenomutilla eurydice (Péringuey) sieht einer anderen Wespe sehr ähnlich, während andere Stenomutilla-Arten ganz „normal“ aussehen.

## Nachahmer

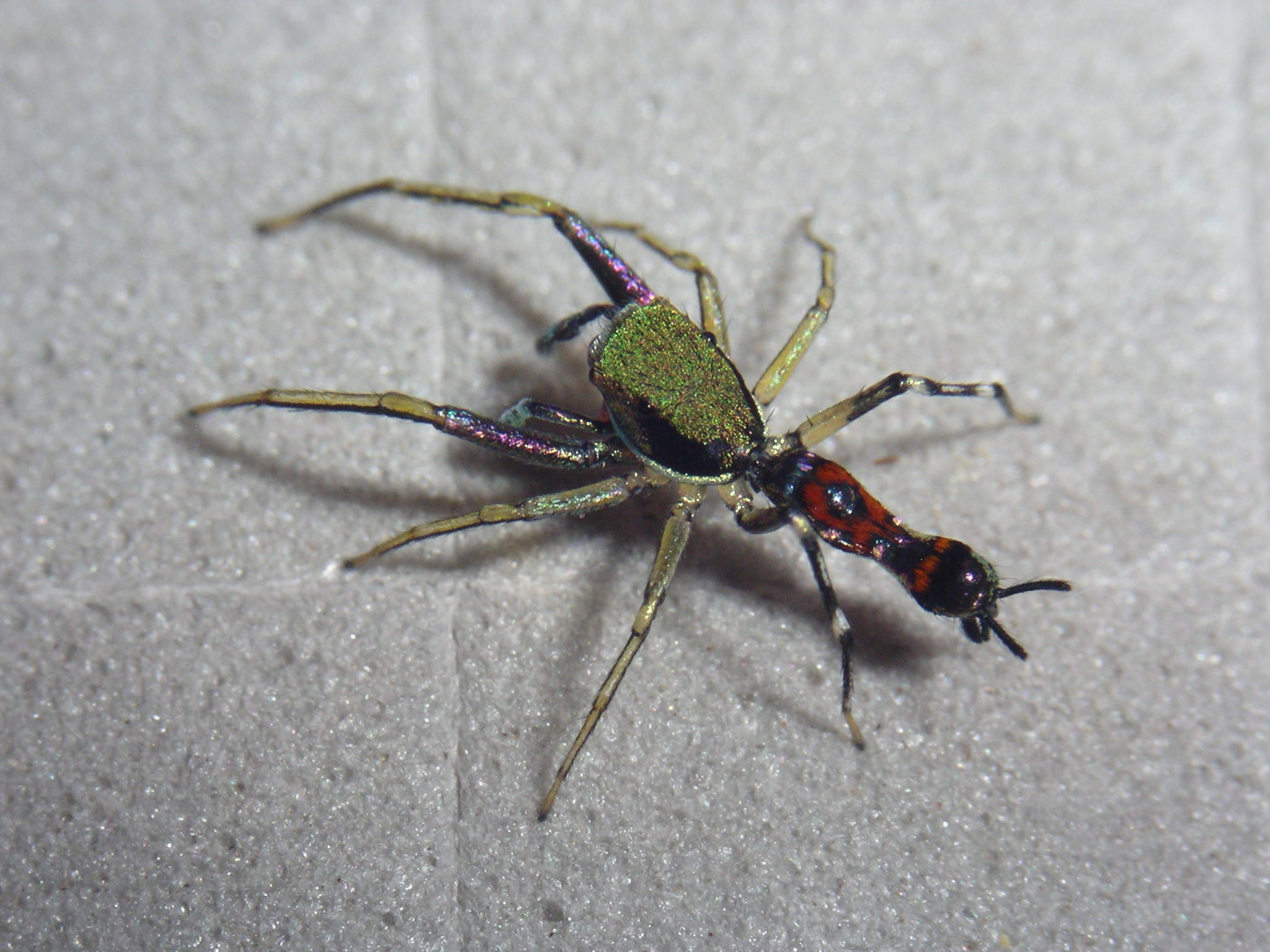
Mimikry: Die Springspinne Orsima ichneumon (hier ein Männchen) ähnelt einer Ameisenwespe.

Zahlreiche Tierarten ahmen die Gestalt von Ameisenwespen nach (Mimikry) und profitieren so von deren Wehrhaftigkeit. Beispiele:
- Die asiatische Springspinne der Gattung Orsima ahmt in Form und Farbe eine Ameisenwespe nach, allerdings „verkehrt herum“. Dabei wird der Kopf durch den mit einer Taille abgegrenzten hinteren Teil des Spinnenhinterleibs nachgebildet. Die Spinnwarzen ganz am Ende der Spinne formen Fühler und Mundwerkzeuge des Vorbilds. Die Spinne ahmt selbst in ihren Bewegungen eine nach Wirten suchende Ameisenwespe nach. Sie bewegt dazu auch entsprechend ihre Spinnwarzen.[2] Nachahmer finden sich auch bei anderen Springspinnen sowie bei einigen tagaktiven Arten der üblicherweise nachtaktiven Sackspinnen und Plattbauchspinnen.

- Die Larve der in Florida vorkommenden Ameisenjungfer Brachynemurus nebulosus, also ein so genannter Ameisenlöwe, ahmt in Färbung und Verhalten einige der dort häufig vorkommenden Ameisenwespen der Gattung Dasymutilla nach.

- Viele Käfer, insbesondere aus der Familie Buntkäfer, aber auch manche Rotdeckenkäfer und Kurzflügler, besitzen ein den Ameisenwespen sehr ähnliches Farbmuster.

## Systematik
Zur Familie der Ameisenwespen zählen weltweit etwa 4300 bisher beschriebene Arten aus 210 Gattungen. In Europa sind 155 Arten beheimatet, die sich auf 29 Gattungen und 6 Unterfamilien verteilen. In Deutschland kommen 9 Arten vor. Der Großteil der Ameisenwespenarten lebt in den Tropen und Subtropen. Die Vertreter der beiden Unterfamilien Sphaeropthalminae und Mutillinae sind die artenreichsten und weltweit verbreitet. Alle Arten der Neuen Welt gehören ausschließlich zu einer dieser beiden Unterfamilien. Aufgrund der großen Unterschiede im Aussehen (Geschlechtsdimorphismus) tragen Männchen und Weibchen vieler Arten getrennte wissenschaftliche Artnamen, bis ein zweifelsfreier Nachweis der Zusammengehörigkeit gelingt.
Die folgende Übersicht listet die in Europa vertretenen Arten.

### Mutillidae

#### Mutillinae
- Artiotilla biguttata (Costa, 1858)
- Ctenotilla caeca (Radoszkowski, 1880)
- Dasymutilla occidentalis (Linnaeus, 1758)
- Dentilla cretica (Nonveiller, 1972)
- Dentilla curtiventris (Andre, 1901)
- Dentilla erronea (Andre, 1902)
- Ephutomma coronata (Lelej, 1976)
- Ephutomma montarcense (Mercet in Giner, 1944)
- Macromyrme sinuata (Olivier, 1811)
- Mutilla europaea Linnaeus, 1758
- Mutilla marginata Baer, 1848
- Mutilla quinquemaculata Cyrillo, 1787
- Nemka viduata (Pallas, 1773)
- Neotrogaspidia hammeri (Suarez, 1959)
- Physetopoda cingulata (Costa, 1858)
- Physetopoda daghestanica (Radoszkowski, 1885)
- Physetopoda fusculina (Invrea, 1955)
- Physetopoda halensis (Fabricius, 1787)
- Physetopoda ligustica (Invrea, 1951)
- Physetopoda lucasii (Smith, 1855)
- Physetopoda mendizabali (Suarez, 1956)
- Physetopoda punctata (Latreille, 1792)
- Physetopoda pusilla (Klug, 1835)
- Physetopoda rufosquamulata (Andre, 1903)
- Physetopoda scutellaris (Latreille, 1792)
- Physetopoda sericeiceps (Andre, 1901)
- Physetopoda similis (Lelej, 1984)
- Physetopoda trioma (Invrea, 1955)
- Physetopoda turgajensis (Lelej, 1984)
- Ronisia barbara (Linnaeus, 1758)
- Ronisia barbarula (Petersen, 1988)
- Ronisia brutia brutia (Petagna, 1787)
- Ronisia brutia minoensis Nonveiller, 1972
- Ronisia brutia valca (Petersen, 1988)
- Ronisia brutia (Petagna, 1787)
- Ronisia ghilianii (Spinola, 1843)
- Ronisia marocana (Olivier, 1811)
- Skorikovia pliginskiji (Lelej, 1984)
- Smicromyrme agusii (Costa, 1884)
- Smicromyrme ausonia Invrea, 1950
- Smicromyrme balianii Invrea, 1932
- Smicromyrme borceai Nagy, 1968
- Smicromyrme castrensis Invrea, 1954
- Smicromyrme ceballosi Suarez, 1959
- Smicromyrme coracina Lelej, 1985
- Smicromyrme cristinae Lo Cascio, 2000
- Smicromyrme esterina Pagliano, 1983
- Smicromyrme fasciaticollis (Spinola, 1843)
- Smicromyrme ferdinandi Invrea, 1952
- Smicromyrme inerma Schwartz, 1984
- Smicromyrme ingauna Invrea, 1958
- Smicromyrme lampedusia Invrea, 1957
- Smicromyrme matritensis (Mercet, 1905)
- Smicromyrme mauromoustakisi Invrea, 1940
- Smicromyrme melanolepis (Costa, 1884)
- Smicromyrme merceti (Andre, 1903)
- Smicromyrme metanotalis (Andre, 1902)
- Smicromyrme novaki Invrea, 1954
- Smicromyrme nuptura (Mercet, 1905)
- Smicromyrme opistomelas Invrea, 1950
- Smicromyrme partita (Klug, 1835)
- Smicromyrme perisii (Sichel & Radoszkowski, 1870)
- Smicromyrme plantouriana Schwartz, 1986
- Smicromyrme pouzdranensis Hoffer, 1936
- Smicromyrme pseudoorientalis Nonveiller, 1979
- Smicromyrme pulawskii Suarez, 1975
- Smicromyrme riparia Nagy, 1966
- Smicromyrme ruficollis (Fabricius, 1793)
- Smicromyrme rufipes (Fabricius, 1787)
- Smicromyrme schwarzi Suarez, 1975
- Smicromyrme serta (Radoszkowski, 1885)
- Smicromyrme sicana (De Stefani, 1887)
- Smicromyrme stepposa Lelej, 1984
- Smicromyrme suberrata Invrea, 1957
- Smicromyrme sulcisia Invrea, 1955
- Smicromyrme terricola Nagy, 1972
- Smicromyrme triangularis (Radoszkowski, 1865)
- Smicromyrme trinotata (Costa, 1858)
- Smicromyrme tristis Lelej, 1984
- Smicromyrme tumidula Nagy, 1972
- Smicromyrme turanica (F. Morawitz, 1893)
- Smicromyrme verhoeffi Suarez, 1959
- Smicromyrme viktorovi Lelej, 1984
- Smicromyrme vladani Nonveiller, 1972
- Trogaspidia catanensis (Rossi, 1794)
- Tropidotilla cypriadis Invrea, 1940
- Tropidotilla litoralis (Petagna, 1787)
- Tropidotilla sareptana (Andre, 1901)
- Tropidotilla vulnericeps (Costa, 1860)

#### Myrmillinae
- Blakeius bipunctatus (Latreille, 1792)
- Blakeius chiesii (Spinola, 1838)
- Blakeius invreai (Suarez, 1958)
- Blakeius leopoldinus (Invrea, 1955)
- Blakeius ortisi (Suarez, 1954)
- Liomutilla canariensis Andre, 1907
- Myrmilla anopla Skorikov, 1927
- Myrmilla calva (Villers, 1789)
- Myrmilla caucasica (Kolenati, 1846)
- Myrmilla corniculata (Sichel & Radoszkowski, 1869)
- Myrmilla corniculatina Skorikov, 1927
- Myrmilla erythrocephala (Latreille, 1792)
- Myrmilla labecua Nagy, 1968
- Myrmilla lezginica (Radoszkowski, 1885)
- Myrmilla macrura Nagy, 1968
- Myrmilla mutica (Andre, 1903)
- Myrmilla capitata (Lucas, 1849)
- Myrmilla glabrata (Fabricius, 1775)
- Myrmilla mavromoustakisi Hammer, 1950
- Myrmilla skorikovi Lelej, 1985
- Myrmilla troodosica Hammer, 1950
- Myrmilla vutshetitshi Skorikov, 1927
- Platymyrmilla quinquefasciata (Olivier, 1811)
- Sigilla dorsata (Fabricius, 1798)

#### Myrmosinae
- Krombeinella aterrima (Suarez, 1959)
- Krombeinella baetica Suarez, 1981
- Krombeinella beaumonti (Invrea, 1952)
- Krombeinella longicollis (Tournier, 1889)
- Krombeinella nigriceps (S. Saunders, 1850)
- Krombeinella obscuripes (Tournier, 1889)
- Krombeinella spinolae (Lepeletier, 1845)
- Krombeinella thoracica (Fabricius, 1793)
- Krombeinella thracia (Suarez, 1963)
- Krombeinella wolfi (Invrea, 1963)
- Myrmosa atra Panzer, 1801
- Myrmosa moesica Suarez, 1981
- Paramyrmosa brunnipes (Lepeletier, 1845)
- Paramyrmosa hispanica Suarez, 1980
- Pseudomyrmosa minuta (F. Morawitz, 1894)

#### Pseudophotopsidinae
- Pseudophotopsis armeniaca (Skorikov, 1935)
- Pseudophotopsis caucasica (Radoszkowski, 1885)
- Pseudophotopsis obliterata (Smith, 1855)
- Pseudophotopsis syriaca (Andre, 1900)

#### Sphaeropthalminae
- Cystomutilla ruficeps (Smith, 1855)
- Dasylabris adversa Skorikov, 1935
- Dasylabris angelae Suarez, 1959
- Dasylabris atrata (Linnaeus, 1767)
- Dasylabris biblica Invrea, 1950
- Dasylabris bicolor (Pallas, 1771)
- Dasylabris canariensis Suarez, 1970
- Dasylabris egregia (Klug, 1835)
- Dasylabris iberica Giner, 1942
- Dasylabris lugubris (Fabricius, 1804)
- Dasylabris manderstiernii (Radoszkowski, 1865)
- Dasylabris maura (Linnaeus, 1758)
- Dasylabris miogramma Skorikov, 1935
- Dasylabris regalis (Fabricius, 1793)
- Dasylabris scutila Skorikov, 1935
- Stenomutilla argentata (Villers, 1789)
- Stenomutilla bicornuta Nonveiller, 1994
- Stenomutilla bizonata (Smith, 1856)
- Stenomutilla collaris (Fabricius, 1787)
- Stenomutilla hottentotta (Fabricius, 1804)

#### Ticoplinae
- Nanomutilla nada Argaman, 1988
- Nanomutilla vaucheri (Tournier, 1895)
- Smicromyrmilla ariasi (Andre, 1896)
- Smicromyrmilla miranda Nonveiller & Gros, 1996

## Ameisenwespen und Menschen

### Mythen
Dort, wo Ameisenwespen häufig angetroffen werden, tauchen sie auch häufig in Mythen auf. In wenigen Fällen gibt es eine negative Bedeutung. So werden beispielsweise auf Sardinien die „valgia“ mit großem Unglück in Verbindung gebracht. Die Cherokee nennen die Tiere „da sün tali atasün ski“ (stechende Ameise), manchmal aber auch „nün yunú wi“ (Steingekleideter, Steinmann). Letzteres geschieht in Anlehnung an ein mythisches Monster aus ihrer Glaubenswelt und in Verbindung mit der extremen Härte des Außenskeletts (Exoskelett) der weiblichen Ameisenwespen.
Häufig bedeuten Ameisenwespen Glück, so z. B. bei den Bewohnern der Maputo-Bucht die dort so genannten „choura-choura“. In Brasilien gibt es vielfältige Formen von Liebeszauber mit den Weibchen der Tiere. Sie werden von Männern lebend oder tot in Schachteln getragen oder vergraben. Unter Umständen werden sie vorher mit dem Urin oder mit Haaren einer angebeteten Frau gefüttert (oft in Verbindung mit Honig, den die Ameisenwespen sehr gern annehmen). Das geht zuweilen so weit, dass sich Frauen vor der Berührung mit weiblichen Ameisenwespen fürchten. Sie glauben, dass sie in psychische Abhängigkeit zu einem Mann geraten könnten, der das Insekt anschließend fängt.

### Naturheilkunde
In Lahore und in Teilen Indiens wird die dort vorkommende Mutilla antiguensis von lokalen Heilern gegen Schlangenbisse und Pferdekoliken eingesetzt. Aus Salesópolis im Bundesstaat São Paulo wird berichtet, dass mit Asche von Ameisenwespen versetzter Wein gegen hartnäckige Kopfschmerzen helfen soll.

### Wirtschaftsfaktor in der Imkerei
Zwischen 1870 und 1935 wird von Fällen berichtet, in denen Ameisenwespen bedeutende Schäden in der Imkerei angerichtet haben. In Europa betraf das Befälle durch Vertreter der Gattung Mutilla in gebirgigen Gegenden in Böhmen, Kärnten, Niederösterreich und in den Sudeten. Aus Illinois und Texas sind Verluste durch Dasymutilla occidentalis bekannt. Die Schilderungen vieler Imker sind voller Anthropomorphismen (z. B. Tod durch „Erwürgen“). Es konnte allerdings durch R. Jordan 1935 für Mutilla europaea nachgewiesen werden, dass sich diese Art in Ermangelung ihrer Hauptwirte (Hummeln) tatsächlich vollständig in den Waben von Honigbienen entwickeln kann. Weshalb es seit dieser Zeit zu keinen weiteren Beobachtungen dieser Art kam, ist unbekannt. Es kann vermutet werden, dass entweder keine Massenvermehrungen der entsprechenden Ameisenwespen mehr vorkommen, oder dass die moderne Bienenhaltung ein Eindringen der flügellosen Weibchen verhindert.

### Ameisenwespen im Dienste des Menschen
In den Jahren 1914–1929 wurden drei Ameisenwespenarten (Crestomutilla auxiliaris und glossinae, Smicromyrme benefactrix) entdeckt, welche die Tönnchenpuppen der die Schlafkrankheit übertragenden Tsetsefliege (Glossina morsitans) parasitieren. Erhebliche Lücken im Wissen um die Biologie der Tiere verhinderten jedoch bisher den Einsatz der Tiere zur biologischen Schädlingsbekämpfung. Ein weiteres Problem ist die geringe Reproduktionsrate der Ameisenwespen. Vorteilhaft wären dagegen die gegenüber anderen Parasitoiden höhere Trockenresistenz und der größere Aktionsradius.